# Інґольф Педерсен
Карл Інґольф «Шруєн» Педерсен (норв. Karl Ingolf «Skruen» Pedersen, нар. 7 грудня 1890, Шієн, Норвегія — пом. 2 січня 1964, там само) — норвезький спортсмен, зокрема й футболіст, що грав на позиції воротаря.

## Біографія
Грав за «Оддс» (Шієн), з яким неодноразово здобував Кубок Норвегії. У 1912–1917 роках провів 19 ігор у складі збірної Норвегії, учасник футбольного турніру Олімпійських ігор 1912.
Із тих матчів збірної, у яких брав участь Інґольф Педерсен, національна команда не виграла жодного, а останню гру з ним на воротах Норвегія програла Данії в Копенгагені з рахунком 0:12. Ця поразка досі залишається найбільшою в історії національної збірної Норвегії з футболу.
Працював пекарем. Невисокий на зріст Педерсен був всебічно розвинутим спортсменом і брав участь у турнірах з різних видів спорту, серед яких легка атлетика, гімнастика, бокс, академічне веслування, ковзанярський спорт і хокей з м'ячем.

## Досягнення
- Кубок Норвегії:
  - Володар (5): 1913, 1915, 1919, 1922, 1924
  - Фіналіст (2): 1910, 1921